# Jacqueline Rutgers
Jacqueline Cornélie Rutgers (Hilversum, 13 november 1908 - Amsterdam, 27 mei 1998) was een Nederlands politica voor de Anti-Revolutionaire Partij (ARP).
Rutgers, dochter van Victor Rutgers die in het kabinet-Colijn I minister van onderwijs was geweest, en een nicht van de latere vicepresident van de Raad van State, Bram Rutgers, studeerde Nederlands recht aan de Vrije Universiteit Amsterdam. Zij werkte achtereenvolgens als administratrice bij het Centraal Instituut voor Christelijke Sociale Arbeid (CISCA) in Amsterdam en bij N.V. Philips' Gloeilampenfabrieken in Eindhoven. Vervolgens werkte ze op de personeelsafdeling van Machinefabriek N.V. Stork in Hengelo en ten slotte als directielid van de Sociale Verzekeringsbank in Amsterdam, alvorens in 1963 te worden verkozen tot lid van de Tweede Kamer der Staten-Generaal.
Als lid van de ARP-fractie hield zij zich hier voornamelijk bezig met buitenlandse zaken, ontwikkelingssamenwerking en volksgezondheid. Zij ontwikkelde zich tot 'links geweten' van de fractie en liet zich onder meer kritisch uit over de politiek van de Verenigde Staten met betrekking tot Vietnam. Zij gold als een scherpzinnig Kamerlid, maar ook als een niet al te best spreker. Na haar Kamerlidmaatschap, dat in 1967 eindigde, vervulde zij nog verschillende bestuursfuncties bij organisaties die ontwikkelingssamenwerking of sociale ontwikkeling tot onderwerp hadden. Ook was zij bestuurslid van het Nederlands Bijbelgenootschap.
- Biografisch Portaal: 74588729
- Parlement.com: vg09ll6c14zu